# Jutta Hering
Jutta Hering, verehelichte Jutta Kaffer, (* 18. April 1924 in Berlin; † Januar 2012 in München) war eine deutsche Filmeditorin.

## Leben
Nach dem Abitur suchte sie Anfang 1943 den Zugang zur Filmbranche. Sie arbeitete zunächst an der Klebepresse beim Film Zirkus Renz und wurde etwas später, in München und Prag, Assistentin der Schnittmeisterin Gertrud Hinz, zuletzt im Winter 1944/45 bei dem unvollendet gebliebenen Paul-Martin-Film Das seltsame Fräulein Sylvia. In Bad Ischl 1945 von den Amerikanern fast anderthalb Jahre festgehalten, konnte Jutta Hering Österreich 1946 wieder verlassen und lebte bis 1949 in Timmendorfer Strand (Schleswig-Holsteiner Ostseeküste), wo sie sich ihren Lebensunterhalt u. a. als Schiffsbegleiterin verdiente. 1949 ging sie nach München und wurde bei der Bavaria Film wieder Schnittassistentin.
Seit 1953 wirkte sie als eigenständige Filmeditorin. Sie schnitt zunächst vor allem Filmkomödien sowie Reise- und Schlagerfilme mit Caterina Valente. In den 1960er Jahren wurde sie zur bevorzugten Schnittmeisterin der Edgar-Wallace-Filme und Karl-May-Filme. In den 1970er Jahren arbeitete sie unter anderem an den Verfilmungen der Romane von Johannes Mario Simmel. Zuletzt bearbeitete sie die ersten drei Kinokomödien von Otto Waalkes. Als sie 1992 auch Waalkes’ vierten Kinofilm schneiden sollte, erkrankte sie und zog sich nach ihrer Genesung ins Privatleben zurück. Jutta Kaffer lebte in Grünwald bei München und verstarb zum Jahresbeginn 2012.

## Filmografie
- 1953: Die geschiedene Frau
- 1954: Das sündige Dorf
- 1955: Der doppelte Ehemann
- 1955: Der Frontgockel
- 1955: Bonjour Kathrin
- 1956: Du bist Musik
- 1956: Meine Tante – deine Tante
- 1957: Das einfache Mädchen
- 1957: Liebe, Jazz und Übermut
- 1957: … und abends in die Scala
- 1958: Münchhausen in Afrika
- 1958: Wehe, wenn sie losgelassen
- 1958: Ooh … diese Ferien
- 1958: Zurück aus dem Weltall
- 1959: Hier bin ich – hier bleib ich
- 1959: La Paloma
- 1959: Aus dem Tagebuch eines Frauenarztes
- 1959: Du bist wunderbar
- 1959: Alt-Heidelberg
- 1960: Herrin der Welt I. Teil
- 1960: Marina
- 1960: O sole mio
- 1961: Adieu, Lebewohl, Goodbye
- 1961: Ramona
- 1961: Das Riesenrad
- 1962: Axel Munthe – Der Arzt von San Michele
- 1964: Zimmer 13
- 1964: Die Gruft mit dem Rätselschloß
- 1964: Der Hexer
- 1964: Freddy, Tiere, Sensationen
- 1965: Neues vom Hexer
- 1965: Winnetou 3. Teil
- 1965: Der unheimliche Mönch
- 1966: Lange Beine – lange Finger
- 1966: Winnetou und das Halbblut Apanatschi
- 1966: Winnetou und sein Freund Old Firehand
- 1967: Die blaue Hand
- 1967: Der Mönch mit der Peitsche
- 1967: Der Hund von Blackwood Castle
- 1968: Im Banne des Unheimlichen
- 1968: Der Gorilla von Soho
- 1968: Zum Teufel mit der Penne
- 1968: Van de Velde: Die vollkommene Ehe
- 1968: Der Mann mit dem Glasauge
- 1969: Klassenkeile
- 1969: Van de Velde: Das Leben zu zweit – Die Sexualität in der Ehe
- 1969: Das Gesicht im Dunkeln (A doppia faccia)
- 1969: Dr. med. Fabian – Lachen ist die beste Medizin
- 1970: Wie kommt ein so reizendes Mädchen zu diesem Gewerbe?
- 1970: Perrak
- 1971: Und Jimmy ging zum Regenbogen
- 1971: Liebe ist nur ein Wort
- 1972: Und der Regen verwischt jede Spur
- 1976: Jeder stirbt für sich allein
- 1976: Das Schlangenei
- 1979: Graf Dracula (beisst jetzt) in Oberbayern
- 1981: Ein Kaktus ist kein Lutschbonbon
- 1982: Marianne und Sophie
- 1985: Otto – Der Film
- 1987: Otto – Der neue Film
- 1989: Otto – Der Außerfriesische